# 223360 Švankmajer
223360 Švankmajer è un asteroide della fascia principale. Scoperto nel 2003, presenta un'orbita caratterizzata da un semiasse maggiore pari a 3,0766510 UA e da un'eccentricità di 0,1011637, inclinata di 8,72432° rispetto all'eclittica.